# ميمند (كرمان)
ميمند (بالفارسية: ميمند)  قرية إيرانية تقع في محافظة كرمان وسط إيران بلغ عدد سُكانُها 673 نسمة حسب إحصاء عام 2006 ينقسمون إلى 181 عائلة.
ميمند قرية قديمة جداً يعود تأريخها إلى 12000 سنة ويُعتقد إنها إقدم مستوطنة بشرية في الهضبة الإيرانية . يعيش غالبية سكان القرية في 360 منزل محفورة بالصخر بعض هذه البيوت مسكونة منذ 3000 سنة، كما وجدت منازل محفورة بالجبال المُحيطة بالقرية تعود إلى 10000 سنة وعثر المنقبون على قطع فُخارية مصنوعة قبل 6000 سنة مما يشهد بعراقة هذه القرية وإمتداد جذورها في التأريخ القديم.
تتميز ميمند بالبيئة القاسية نظراً إلى المناخ الصحراوي الجاف شديد الحرارة صيفاً وشديد البرودة شتائاً.
يعتاش أهالي القرية من رعي الأغنام والماعز ويتنقل أفراد القرية بصورة مُستمرة حسب الفصول ففي فصل الصيف يصعدون إلى أعالي الجبال حيث يسكنون في خيم الصوف أما في فصل الشتاء فينزلون إلى الوادي ويقيمون في قرية ميمند حيث تقيهم المنازل الحجرية برد الشتاء القارص .
هذه الهجرة البشرية الموسمية أعلى وأسفل الجبال كانت شائعة جداً في العصور القديمة قبل اكتشاف الزراعة. إضيفت قريد ممند إلى لائحة التراث العالمي في 4 تموز 2015.

## معرض الصور

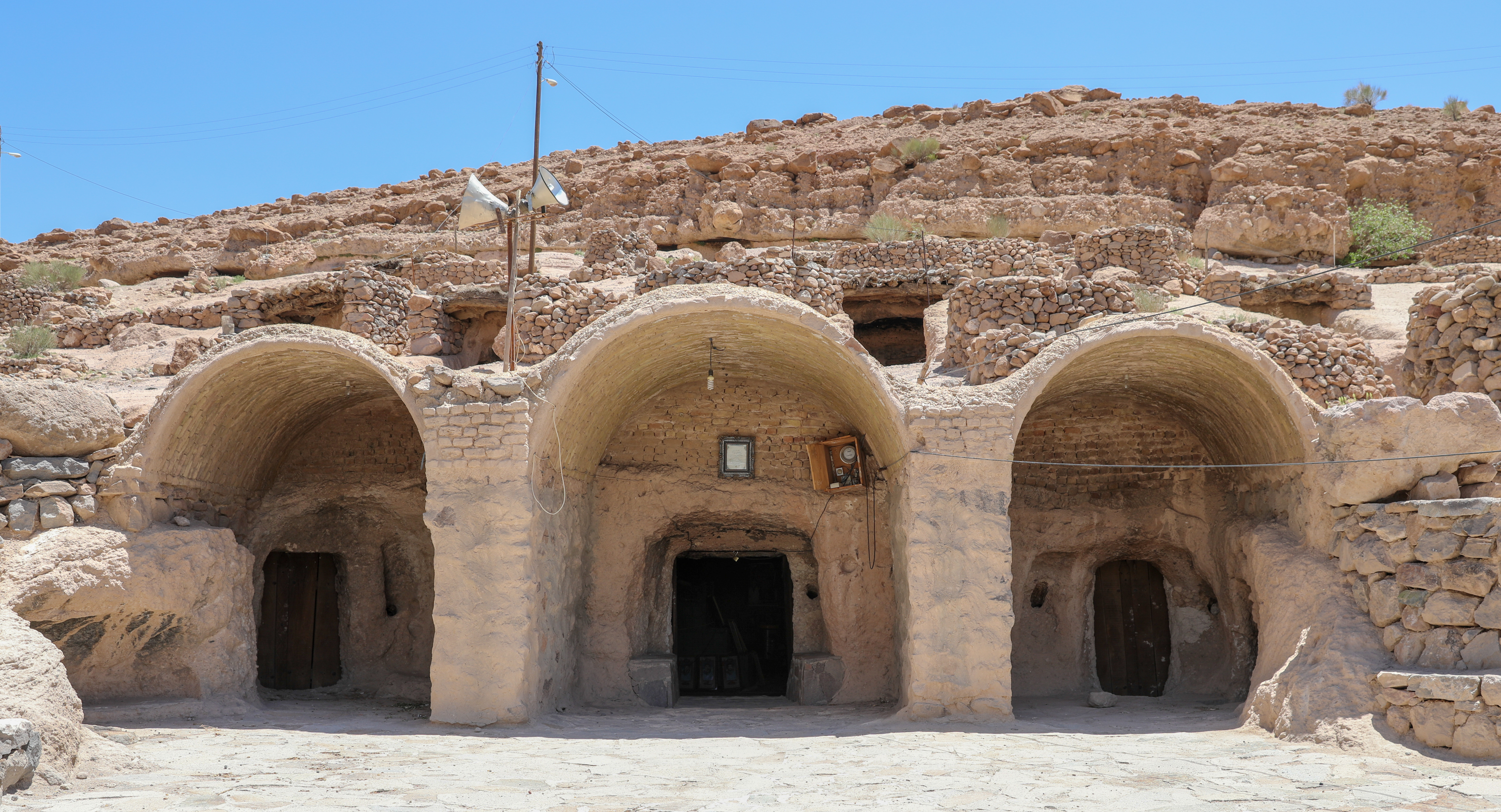
آثار محافظة كرمان
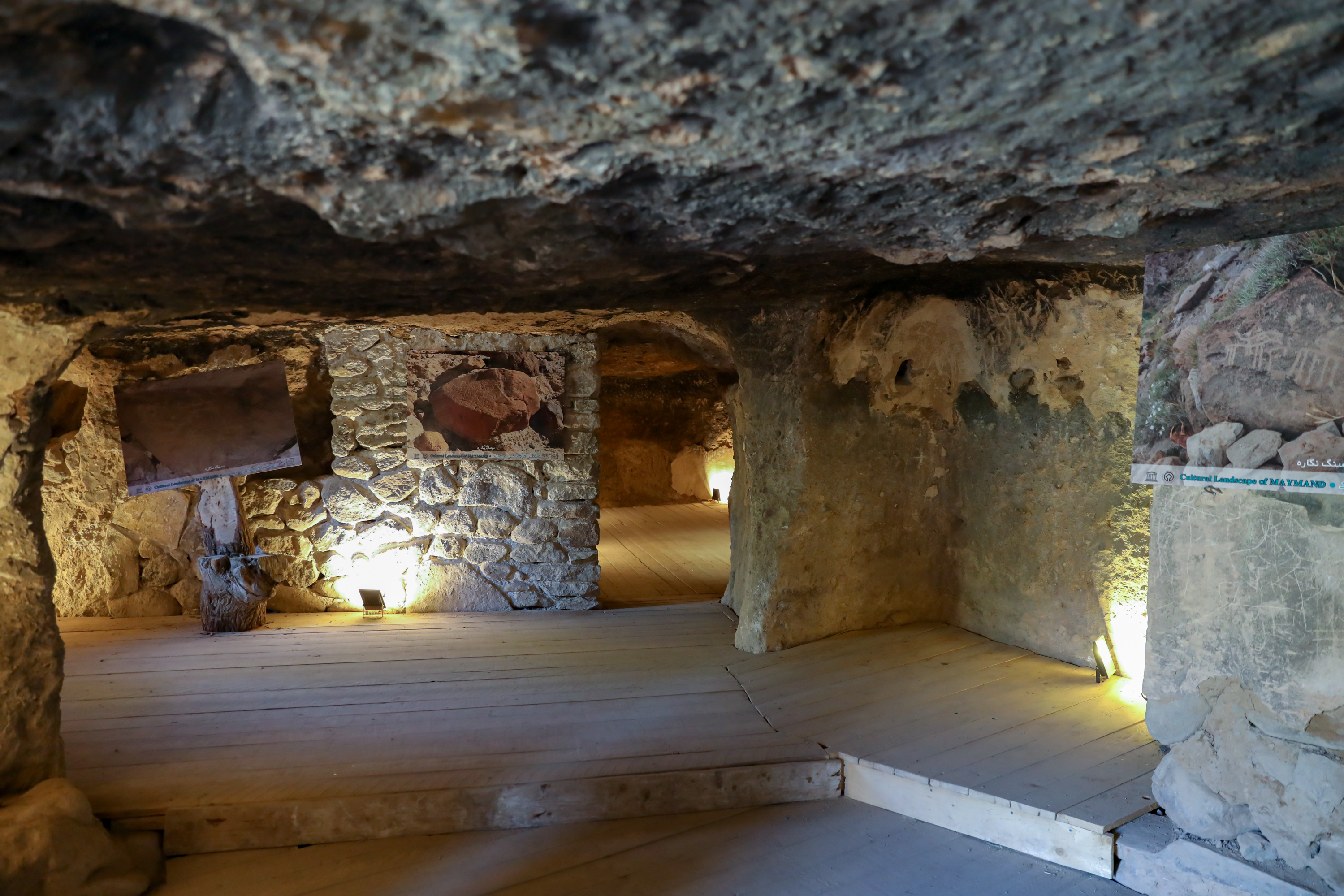
كهوف، محافظة كرمان
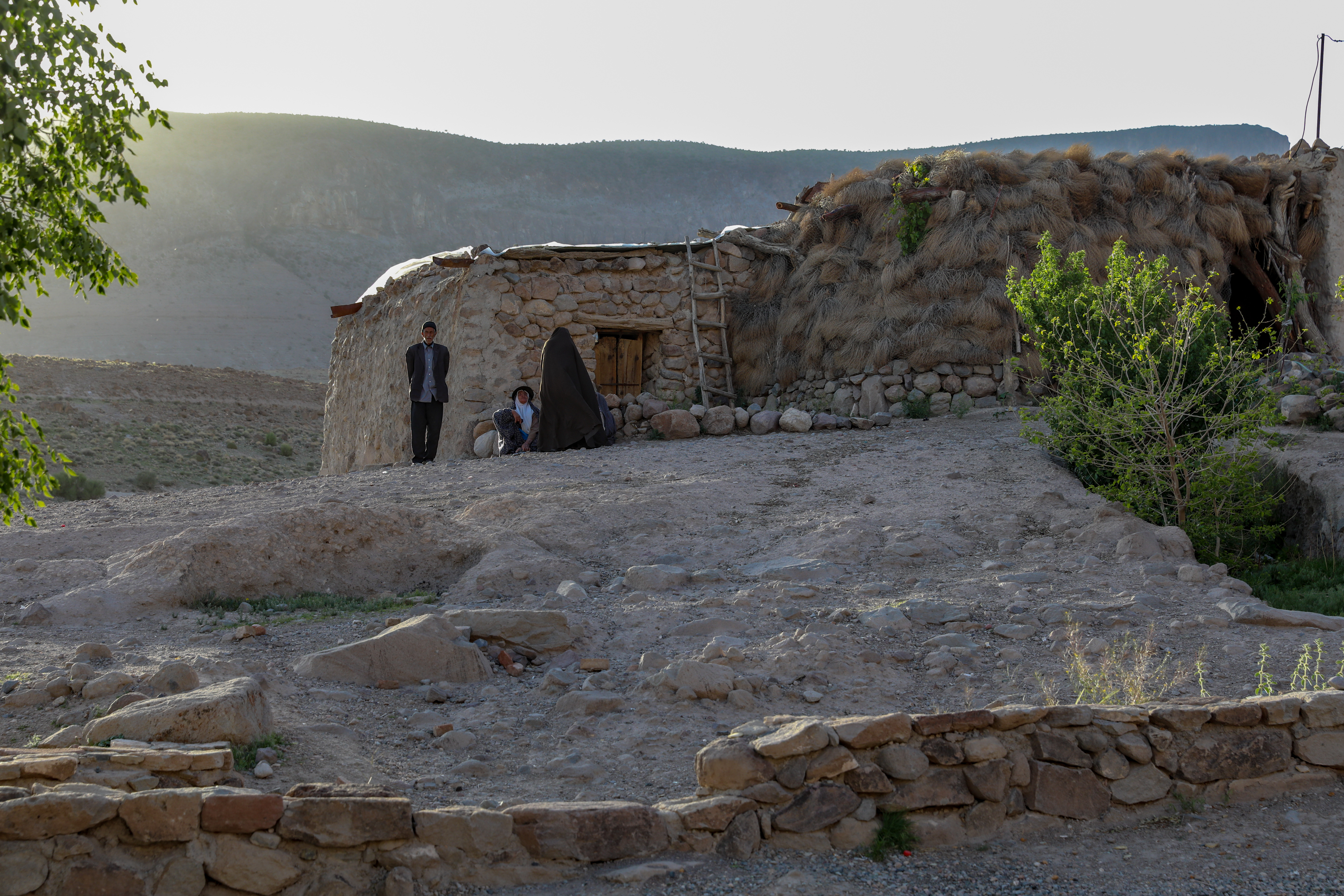
عائلة أمام منزلها، كرمان
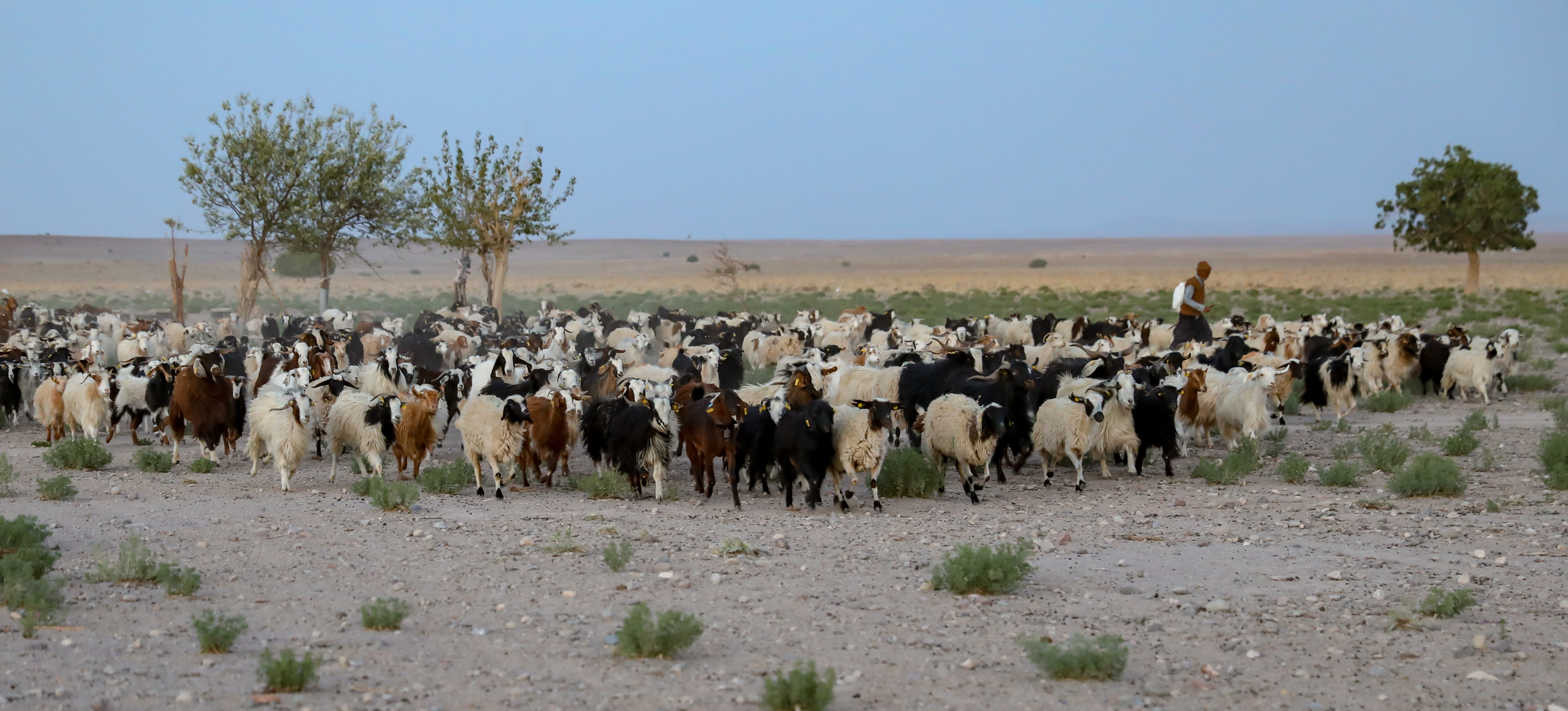
قطيع أغنام، ميمند كرمان
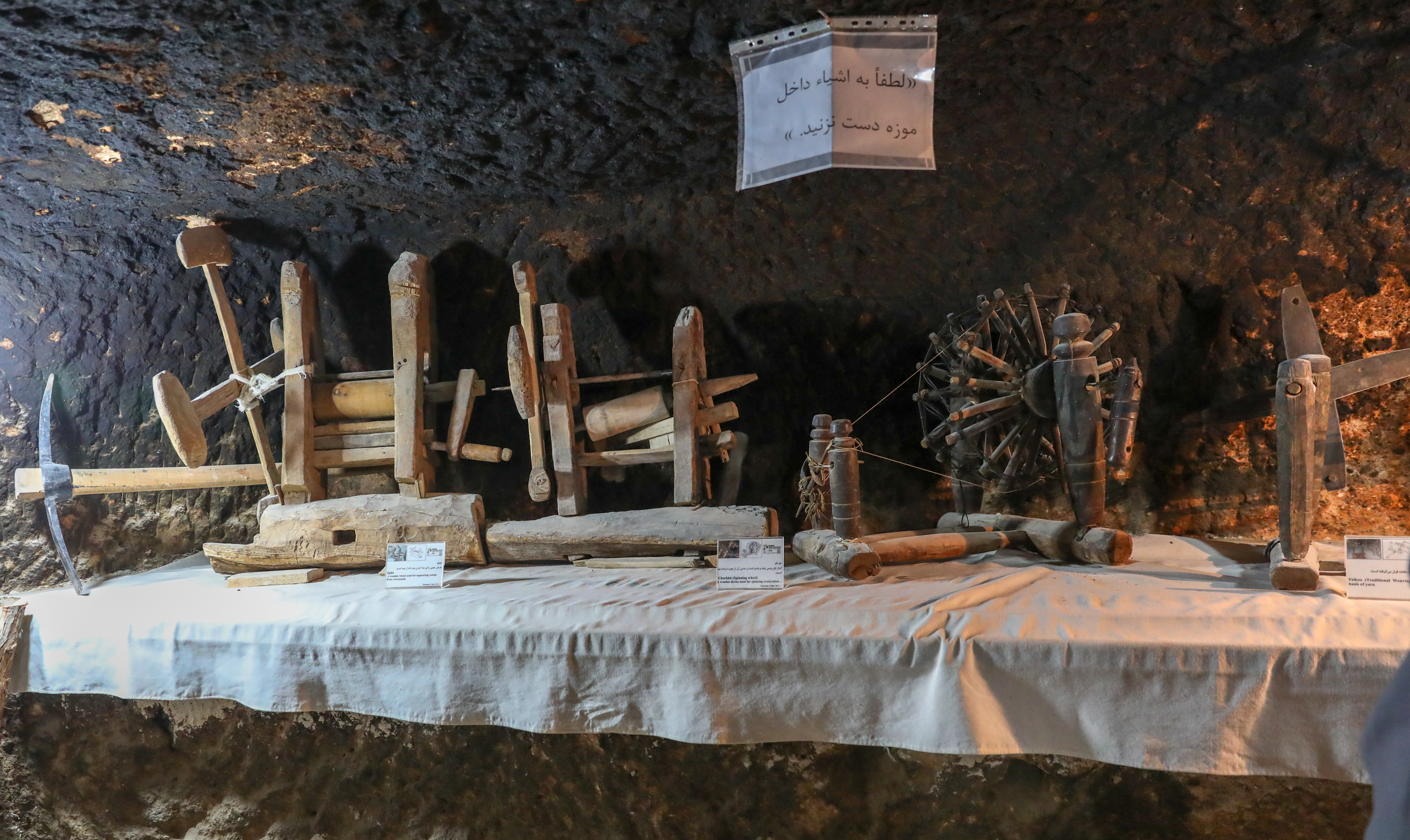
متحف، محافظة كرمان